# Castel-Sarrazin
 Castel-Sarrazin  (en occitano ) es una población y comuna francesa, situada en la región de Aquitania, departamento de Landas, en el distrito de Dax y cantón de Amou.

## Demografía
| 434 | 419 | 378 | 371 | 363 | 360 |
| Para los censos de 1962 a 1999 la población legal corresponde a la población sin duplicidades (Fuente: INSEE [Consultar]) |     |     |     |     |     |